# Studnice (přítok Porubky)
Studnice je potok pramenící u Pusté Polomi v okrese Opava v Moravskoslezském kraji, který ústí pod Budišovicemi do řeky Porubky (povodí řeky Odry).

## Další informace
Studnice pramení ve Vítkovské vrchovině (subprovincie pohoří Nízký Jeseník) přibližně severo-severovýchodně od obce Pustá Polom. Od pramene teče severovýchodo-východním směrem, zařezává se pozvolna do údolí a vtéká do rezidenční a chatové osady Lomy (místní část obce Budišovice) s bývalou populární továrnou a zaniklými břidlicovými doly. Pod Budišovicemi se Studnice stáčí přibližně jihovýchodním směrem, kde křižuje turistickou stezku a cyklostezku s rekreačním střediskem (ulice Myšinec) a protéká mokřádem a pokračuje až do Zátiší. V Zátiší se za mostem, na ulici K Muntlochu, zprava vlévá do Porubky.
Délka potoka je přibližně 3,9 km.
Studnice má několik bezejmenných přítoků.